# Monte Elbrús

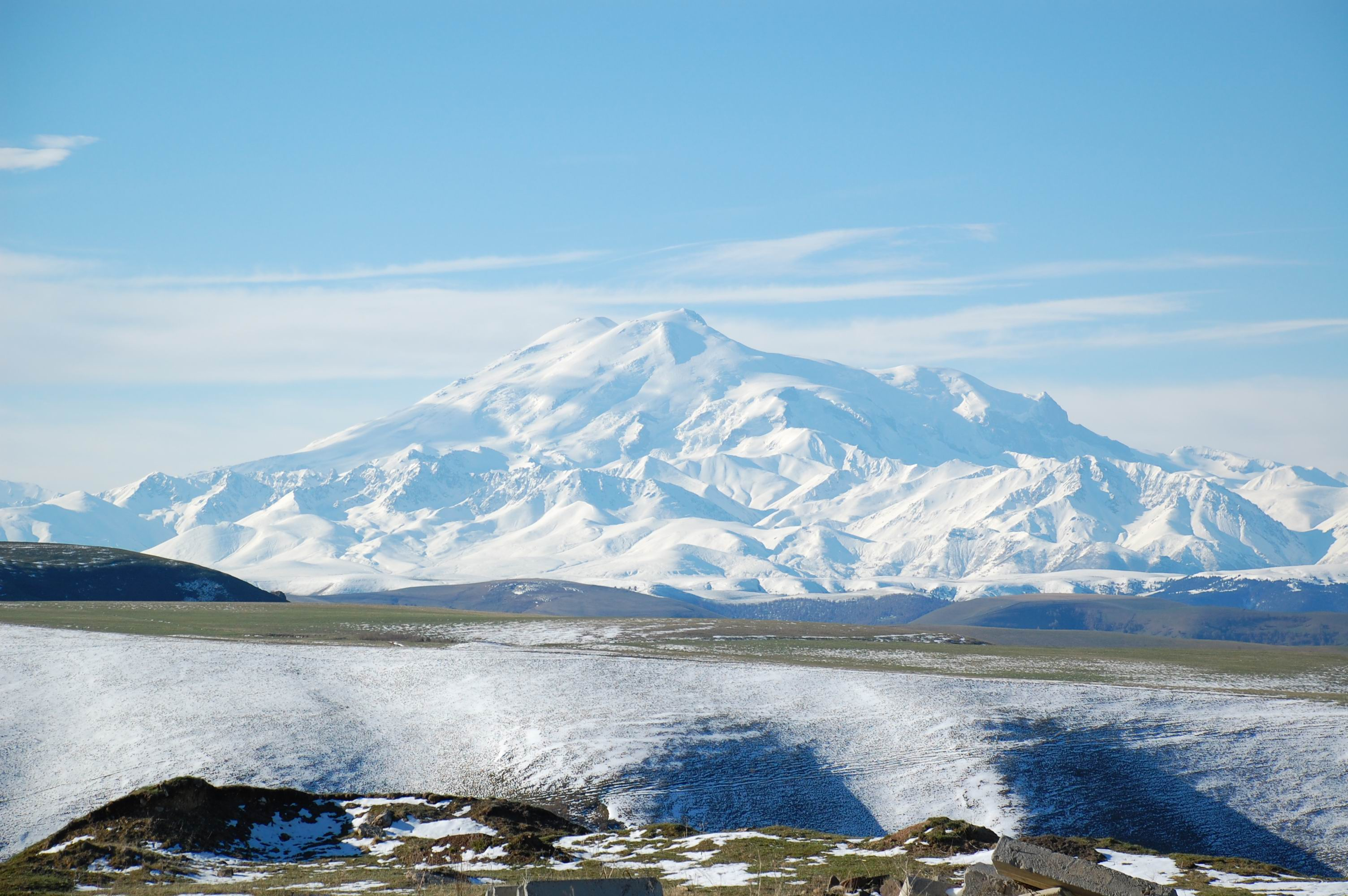
Vista del monte Elbrús (mayo 2008)

El monte Elbrús (en ruso: Эльбрус; en cabardo: Ӏуащхьэмахуэ; en karachái-bálkaro: Минги-Тау) es el pico más elevado de Rusia y Europa, con una altitud de 5642 m sobre el nivel del mar. Está situado en la parte occidental de la cordillera del Cáucaso, la cual, junto con los montes Urales, marca la frontera tradicionalmente aceptada entre Europa y Asia, en Kabardia-Balkaria (Rusia), cerca de la frontera de Georgia. 
El monte Elbrús tiene dos cumbres, ambas cúpulas volcánicas inactivas. La cumbre más alta está ubicada al oeste y se eleva hasta los 5642 metros; la cumbre del este mide 5621 metros. La cumbre oriental fue ascendida por primera vez el 10 de julio de 1829 (calendario juliano) por Jillar Jachirov, y la cumbre occidental en 1874 por una expedición británica dirigida por Florence Crauford Grove.
Entre las discusiones que existen en torno a la frontera entre Europa y Asia, las autoridades modernas más relevantes definen el límite continental como la cuenca del Cáucaso, lo que coloca al Elbrús enteramente en Europa debido a su posición en el lado septentrional, en Rusia.

## Localización
El Elbrús está situado 20 km al norte de la divisoria principal del Gran Cáucaso en Rusia, y 65 km al suroeste de la ciudad rusa de Kislovodsk en el krai de Stávropol. Su capa de hielo permanente alimenta veintidós glaciares, de los que nacen los ríos Baksán, Kubán y Malka, entre otro.

## Geología

Representación tridimensional del Elbrús

El Cáucaso está formado por la colisión hacia el norte de la placa arábiga contra la placa euroasiática causando muchos terremotos en la región. La zona de falla es compleja y el desplazamiento mayormente lateral en Anatolia e Irán impide la creación de un fenómeno de subducción y explica la rareza de los volcanes en la cordillera. Por lo tanto, el Elbrús es una de las raras excepciones, que consiste en rocas metamórficas (esquistos, gneises) y rocas magmáticas (granito, riolita, toba).
El Elbrús habría comenzado a formarse hace diez millones de años. Las expulsiones del volcán cubrieron un área de 260 km². Fragmentos de riolita y riodacita, y formaciones de toba e ignimbrita, se encontraron y ayudaron a salir el uranio-plomo de la formación de la caldera principal hace 700 000 años, que corresponde probablemente a finales de un ciclo eruptivo importante. La datación geocronológica ha revelado ciclos eruptivos posteriores sincrónicos en diferentes focos de magma del Cáucaso Mayor, demostrando el origen geológico común de esta actividad volcánica. Aún hoy se pueden formar fumarolas modestas que escapan del flanco oriental del volcán, en el antiguo flujo de lava de 24 km de largo, orientadas desde el cráter hacia el norte-noreste.

## Historia

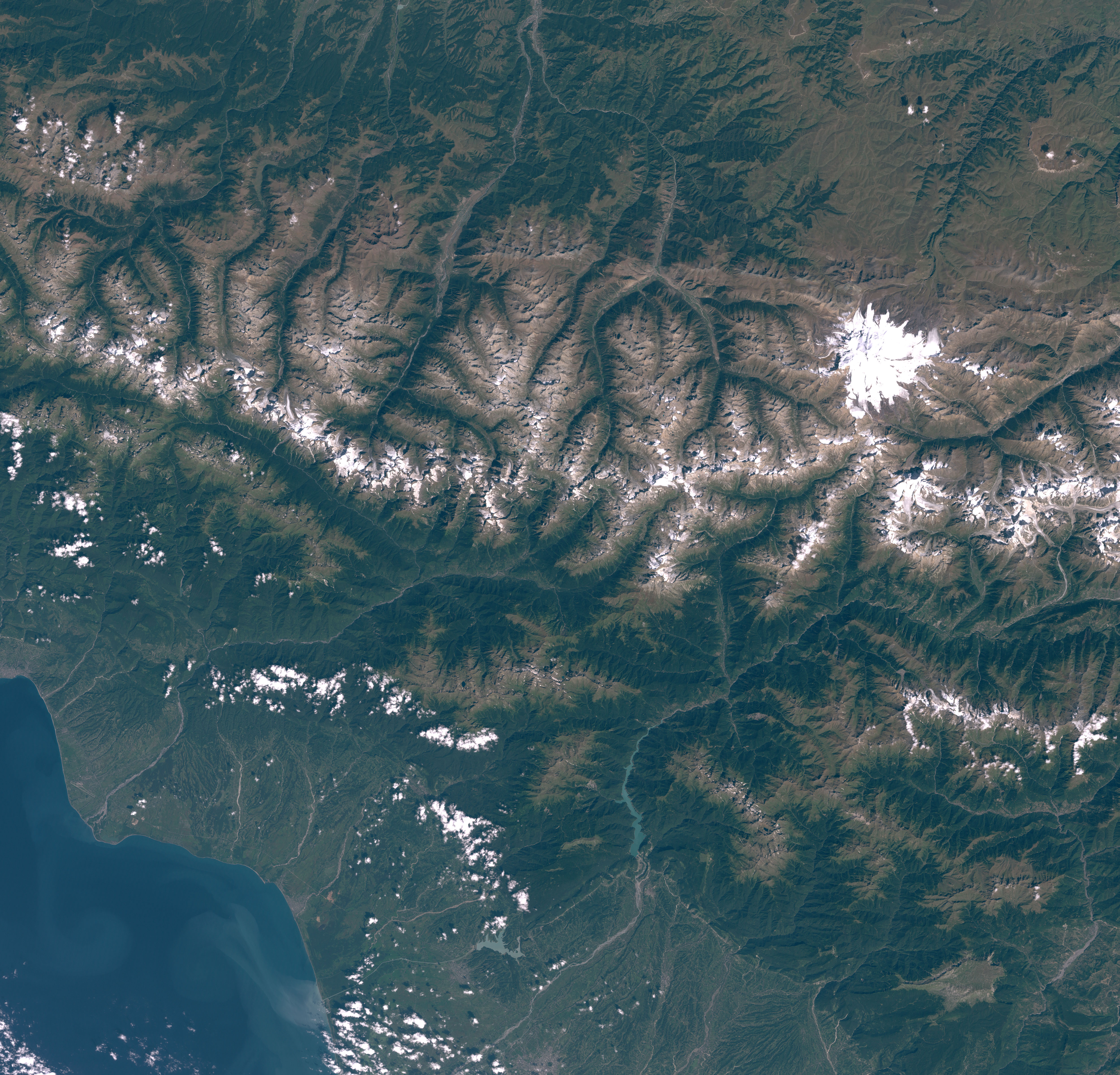
Imagen por satélite del monte Elbrús.

En la antigüedad se conocía la montaña como Strobilus, nombre latino del estróbilo o cono de los pinos, un préstamo directo del griego antiguo strobilos, que significa «un objeto retorcido» (un término botánico establecido desde hace mucho que describe la forma de la cima del volcán). Según la mitología, Zeus había encadenado allí a Prometeo, el titán que había robado el fuego de los dioses y se lo había dado al hombre antiguo; probablemente una referencia a la actividad histórica del volcán.
El primero en alcanzar la cima de menor altitud de las dos que tiene el Elbrús fue Killar Kashírov, un guía karachái de la expedición científica del Ejército Imperial Ruso al mando del general Emmanuel, que lo logró el 10 de julio de 1829 (calendario juliano). Los segundos en ascender a esta cumbre fueron los ingleses Douglas Freshfield, Adolphus Moore y C. C. Tucker, en 1868. A la cumbre superior (unos 40 m más alta) ascendió por primera vez una expedición británica encabezada por Florence Crauford Grove y que incluía a Frederick Gardner, Horace Walker y el montañero suizo Peter Knubel, en 1874. 
Durante los primeros años de la Unión Soviética, el montañismo se convirtió en un deporte de masas muy popular, y hubo un considerable tráfico de personas por la montaña. En el invierno de 1936, un grupo muy grande de miembros del komsomol, inexpertos, intentaron subir la montaña, y acabaron padeciendo muchas muertes al resbalar en el hielo y caerse. 

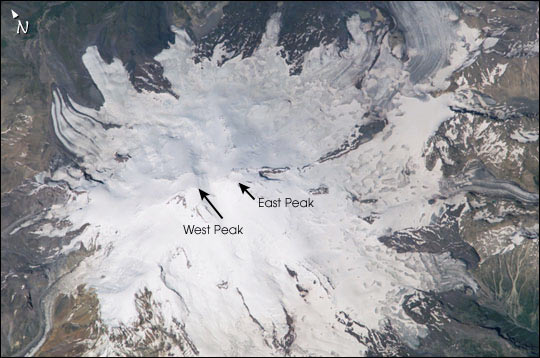
El monte Elbrús con sus dos picos.

La Wehrmacht ocupó brevemente el área aledaña durante la Segunda Guerra Mundial con 10 000 soldados de una división de Gebirgsjäger (regimientos de montaña), desde agosto de 1942 hasta enero de 1943. Una historia posiblemente apócrifa narra que un piloto soviético recibió una medalla por bombardear la principal cabaña en la montaña, Priyut 11 (en ruso: Приют одиннадцати|Приют одиннадцати, «Refugio de los 11»), mientras estaba ocupada. Más tarde fue propuesto para una medalla no por darle a la cabaña sino, en lugar de ello, al suministro de combustible alemán, dejando la cabaña en pie para futuras generaciones. Cuando le llegaron a Adolf Hitler noticias de que el general que mandaba la división alemana había enviado un destacamento de montañeros a subir a la cima del Elbrús y plantar en ella la bandera con la esvástica, se dice que se enfureció, tachando al logro de «truco» y amenazando con un consejo de guerra al general.
Durante la existencia de la Unión Soviética se fomentaron las escaladas al Elbrús, y en 1956 una ascensión en masa de cuatrocientos montañeros marcó el cuatrocientos aniversario de la anexión de Kabardia-Balkaria, la república autónoma en la cual se halla el Elbrús. El Elbrús se encuentra representado en la bandera de dicha república.
De 1959 a 1976, se construyó un sistema de teleféricos que en varias etapas lleva a los visitantes hasta una altitud de 3800 m. Hay una amplia variedad de rutas para ascender a la montaña, pero la ruta normal, que está libre de grietas glaciares, continúa más o menos recta por la vertiente donde se sitúa la estación final del teleférico. Durante el verano, puede darse que cien personas intenten acceder a la cumbre en un día utilizando esta ruta. Los ascensos en invierno son escasos, y normalmente los emprenden sólo montañeros muy experimentados. El Elbrús es tristemente célebre por su brutal tiempo invernal, y los intentos a la cumbre son pocos y distanciados entre ellos. La subida no es técnicamente difícil, pero sí es exigente desde el punto de vista físico por la altitud y los vientos fuertes frecuentes. El número medio de muertes anuales oscila entre 15 y 30, debido ante todo a los muchos intentos desorganizados y pobremente equipados de llegar a la cima de la montaña.
El monte Elbrús no debe confundirse con los montes Elburz (también llamados Elburz) en Irán, que también derivan su nombre de la legendaria montaña Harā Bərəzaitī en la mitología persa.
Tradicionalmente se pensaba que el mítico Mont Blanc era el más alto de Europa; no obstante, el Elbrús lo supera considerablemente. Aún en el presente sigue siendo motivo de disputa por su posición en el límite de Europa, en el Cáucaso.
En 1997 un Land Rover Defender fue conducido hasta la cumbre, entrando en el Libro Guinness de los récords.

## Clima
El Elbrús se encuentra en el hemisferio norte: la temporada de verano, la menos rigurosa, se extiende desde junio hasta mediados de septiembre, con un promedio del 50 % de días soleados que conducen al ascenso de la cumbre. Sin embargo, los vientos, dominados por masas de aire del oeste, pueden volverse violentos y las temperaturas caen muy rápidamente. Por encima de los 4000 m de altitud, incluso en verano, se pueden establecer condiciones de ventisca ártica con casi ninguna visibilidad. No es raro que el viento exceda los 100 km/h. En invierno, la temperatura puede descender por debajo de -50 °C en la cima, pero en los valles, las corrientes de aire más cálidas y secas pueden causar fuertes nevadas. A bajas altitudes, la precipitación promedio es de 500 mm y puede llegar a 1000 mm en algunos años, mientras que a más de 2000 metros pueden exceder los 1500 mm.

## Flora y fauna

### Flora

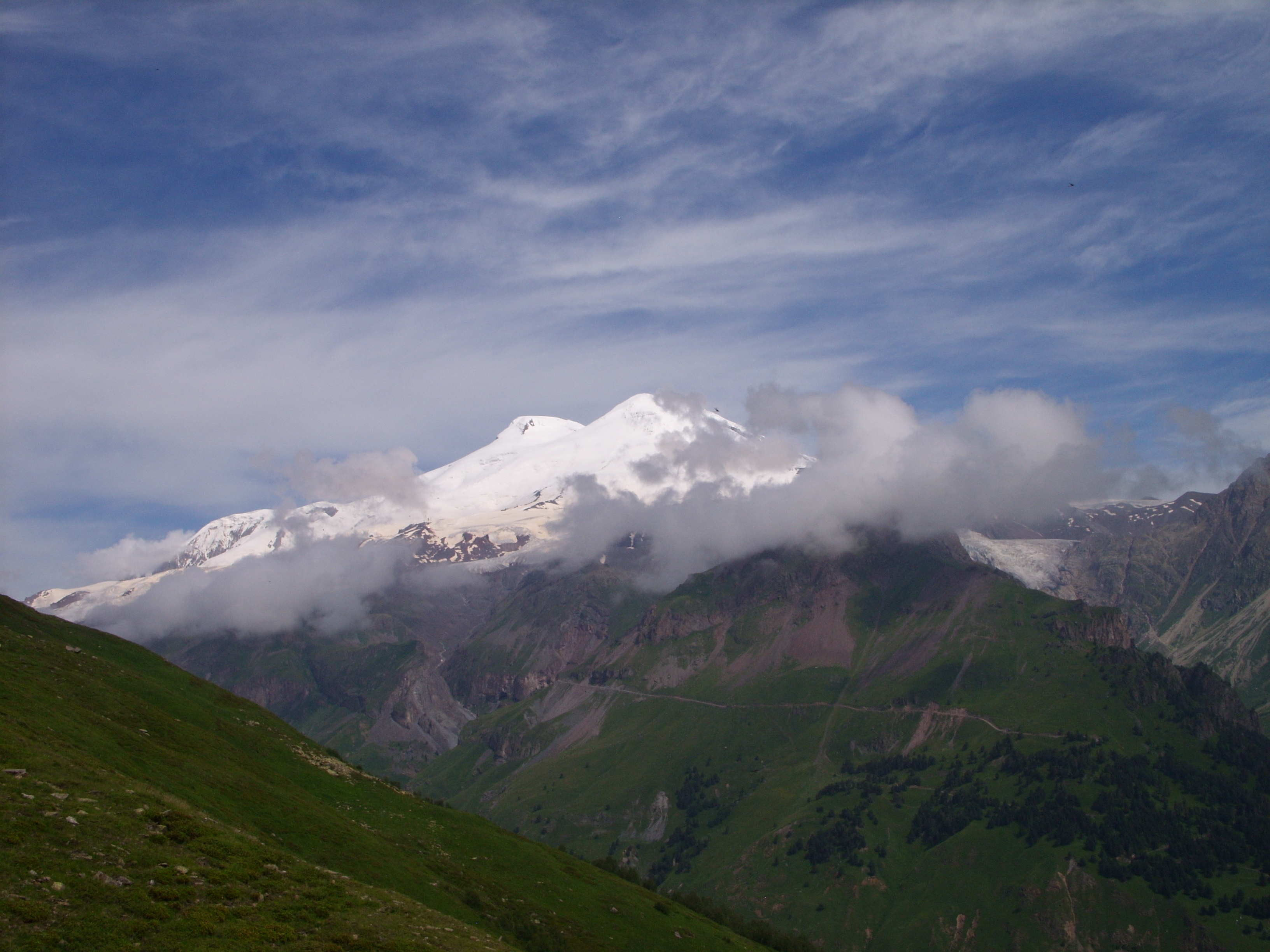
Prados alpinos en las faldas del monte Elbrús.

En la vertiente septentrional, entre 1900 y 2300 m, crece de manera dominante el bosque de pinos (Pinus kochiana y Pinus sylvestris) junto con el abedul (Betula sp.) y el fresno de montaña. El espino amarillo (Hippophae rhamnoides), un arbusto con follaje plateado, está presente en el valle del río Baskán. En las praderas subalpinas, los pastos y las flores pueden alcanzar de 70 a 80 cm de altura. Uno de los arbustos con flores más bellas de la región, el rododendro del Cáucaso (Rhododendron caucasicum), crece allí. Localmente es conocido como la «rosa alpina», sus flores de color rosa pálido y crema florecen a principios de la primavera. Sus raíces se hunden profundamente en el terreno inclinado, lo que le permite soportar el viento y la nieve. 
Entre 2300 y 3000 m sobre el nivel del mar, el suelo subalpino da paso al suelo alpino y su césped alpino rico en flores. Más allá, al borde de los glaciares y los campos de nieve, florecen los líquenes multicolores que cubren las rocas sin nieve. Entre 3000 y 3500 m, a altitudes donde las plantas aún son capaces de crecer, la pamplina algodonosa (Cerastium tomentosum), y la saxífraga (Saxifraga Vinnica) también se pueden encontrar en lugares entre los líquenes.
En la vertiente meridional, hasta 1600 m sobre el nivel del mar, crecen hayas, carpe, arces y fresnos. Entre 1600 y 2100 m sobre el nivel del mar aparece el bosque de pinos. Más allá de esto, los prados alpinos ofrecen especies de flores que a menudo están ausentes en la ladera septentrional.
Los bosques de las montañas son ricas en setas y bayas: fresas (Fragaria vesca), arándano (Vaccinium myrtillus), grosellero negro (Ribes nigrum) y frambuesas (Rubus idaeus).

### Fauna

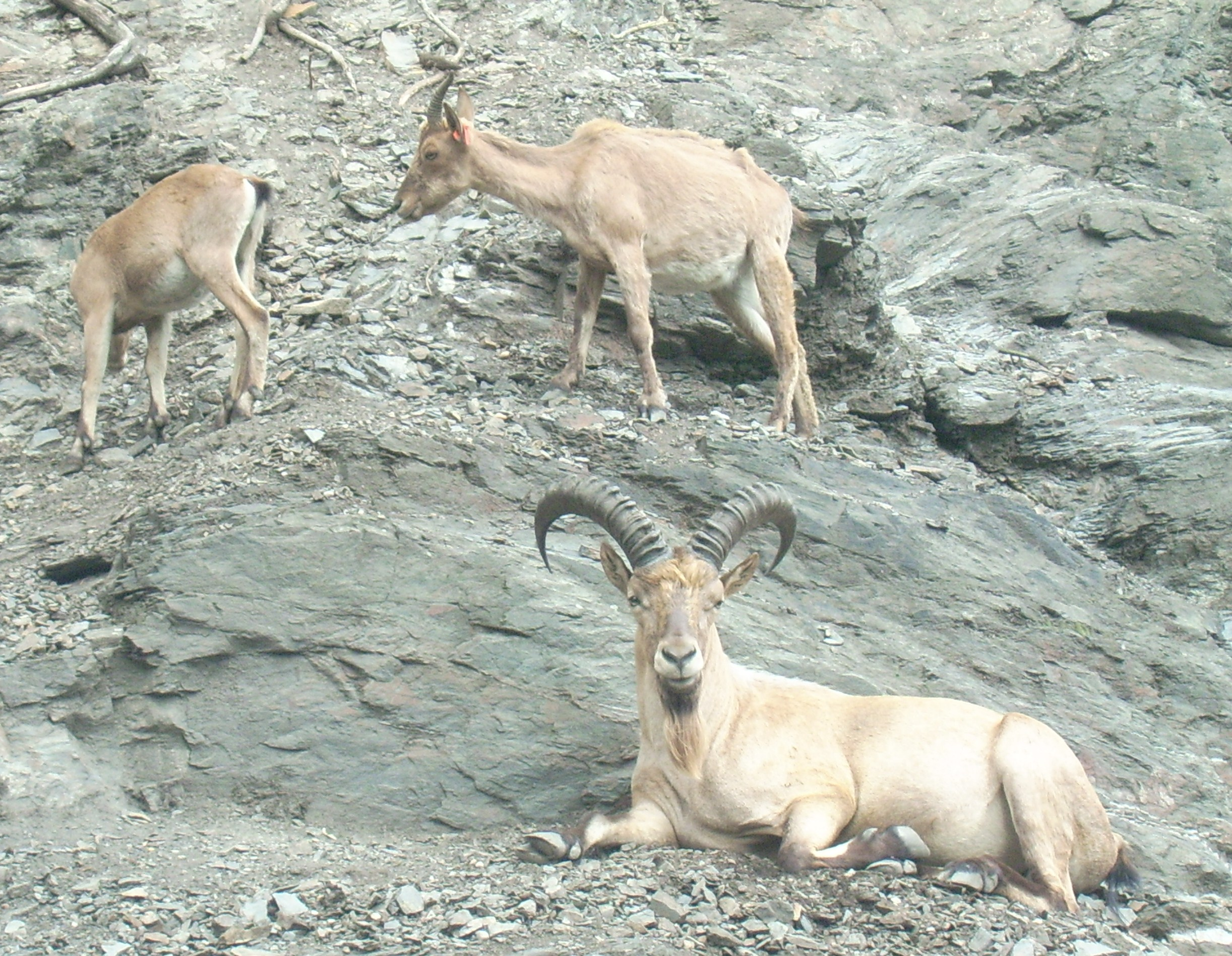
Tur del Cáucaso occidental en las laderas del monte Elbrús.

El Cáucaso tiene una rica fauna. Los bosques son el hogar del oso pardo (Ursus arctos), varios cérvidos, marta, gato montés, turón, topo, ardilla y ratón.
En los pastos vive la gamuza caucásica (Rupicapra Rupicapra caucasica) y la cabra de montaña salvaje (Capra aegagrus aegagrus), en la frontera entre bosques y prados alpinos, donde se alimentan de hierbas y árboles brotes jóvenes. El tur del Cáucaso occidental (Capra caucasica) vive en las colinas durante el día, en grupos de ocho a diez individuos, y se pone a pastar en prados alpinos en la tarde. Durante los meses de invierno, forman bandadas más grandes y se trasladan a los valles. En invierno, cuando la comida es más difícil de encontrar, el tur -como muchos animales- es atacado por lobos (Canis lupus).
Los zorros también cazan en las laderas de Elbrús, incluidos pequeños roedores, como ratones de madera (Apodemus sylvaticus) y ratones de campo (Microtus sp.). El lince (Lynx lynx) depreda sobre liebres (Lepus europaeus) y corzos (Capreolus capreolus). La comadreja europea (Mustela nivalis), que mide solo 20 cm desde la nariz hasta la cola, es también un depredador feroz que caza una gran cantidad de roedores. Los jabalíes (Sus scrofa) son comunes y forman grupos de ocho a quince individuos.
Muchas aves pueblan los bosques alrededor del Elbrús. Entre ellos se encuentran seis especies amenazadas: el urogallo del Cáucaso (Lyrurus mlokosiewiczi), el halcón sacre (Falco cherrug), el águila real (Aquila chrysaetos), el halcón peregrino (Falco peregrinus), el águila imperial (Aquila heliaca) y el quebrantahuesos (Gypaetus barbatus).
La víbora de Kaznakov (Vipera kaznakovi), otro animal amenazado, es endémica en la región. Se pueden observar otros anfibios relativamente comunes: el tritón común (Triturus vulgaris), el pelobate marrón (Pelobates fuscus), el sapo común (Bufo bufo) y el sapo verde (Bufo viridis), la rana arbórea verde (Hyla arborea), la rana negra (Rana ridibunda) y la rana café (Rana macrocnemis).

## Alpinismo en el Elbrús

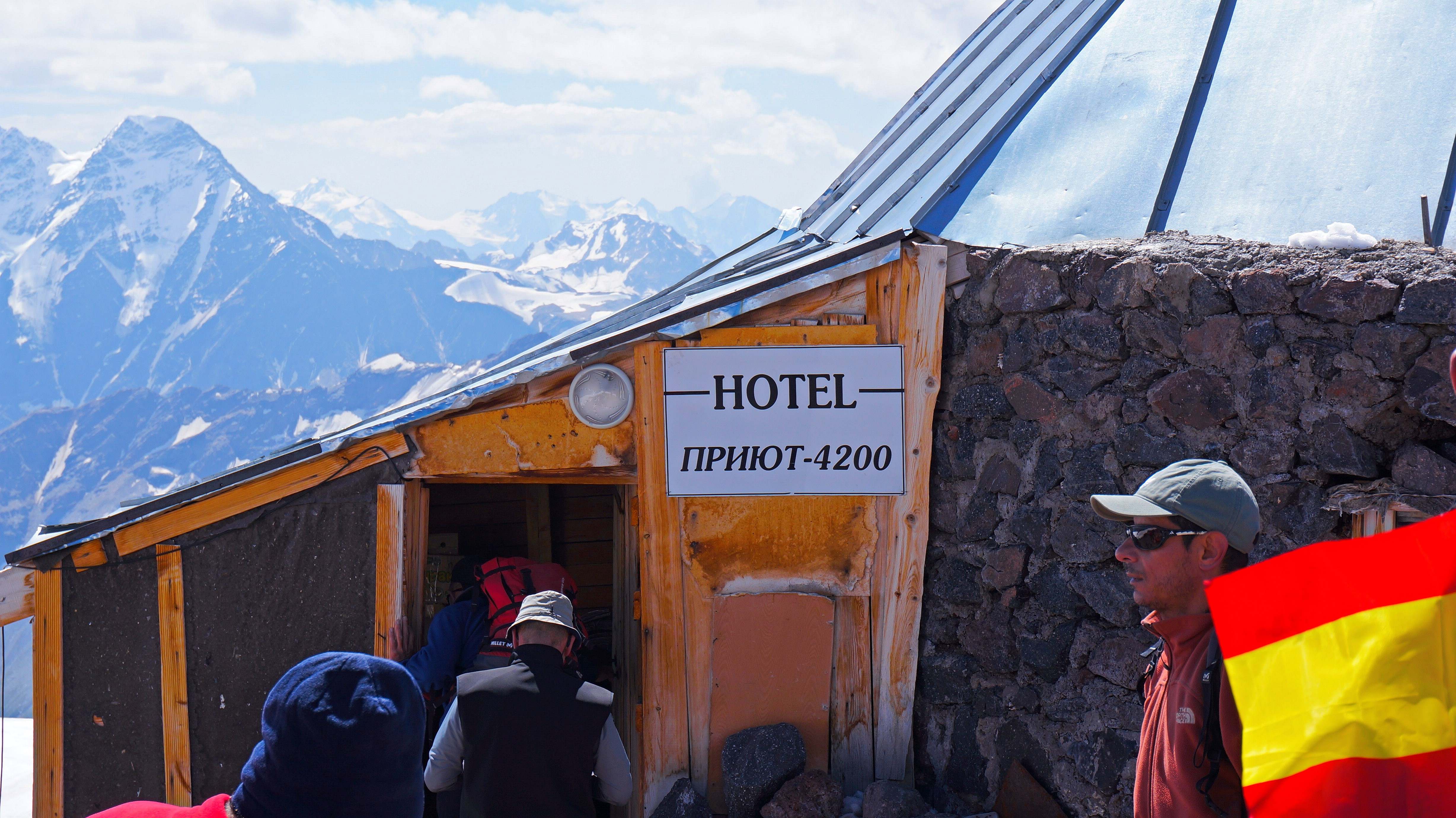
Refugio en el Elbrús a 4200 metros de altitud.

El alpinismo y la escalada son deportes habituales por los amantes de la alta montaña desde su primera ascensión en el siglo XIX. El Elbrús es una de las Siete Cumbres mundiales y el techo de Europa, de ahí su importancia para los alpinistas.
La ruta normal es la más fácil, la más segura y la más rápida gracias al teleférico y al sistema de telesilla que funciona desde las 9 a. m. hasta las 3 p. m. Comenzar la cumbre a las 2 a. m. aproximadamente de la cabaña Diesel Hut o Leaprus debería permitir el tiempo justo para volver al telesilla si el movimiento es eficiente. Un ascenso más largo La ruta Kiukurtliu comienza desde debajo de la estación Mir del teleférico y se dirige al oeste sobre las laderas de los glaciares hacia el paso Khotiutau.
El ascenso del Elbrus desde el sur demora alrededor de 6-9 horas, con una diferencia de altura total de 1700 a 2000 m entre las cabañas de los barriles y la cumbre occidental del Elbrus. Las laderas que rodean la ruta clásica al Elbrus desde el sur contienen grandes grietas y es de mayor dificultad. 
El descenso del Elbrus toma alrededor de 3-6 horas. Al regresar de la cumbre Elbrus, el error más común que cometen los escaladores y que a menudo resulta fatal es descender demasiado temprano, especialmente en condiciones de poca visibilidad en climas tempestuosos. 
La ruta de escalada al norte requiere más compromiso y es más remota que la ruta del sur. También contribuye a esto el hecho de que en las altitudes más bajas de la montaña esta ruta puede ofrecer menos infraestructuras en el camino. Sin embargo, esto también significa una menor intrusión humana en el paisaje. Con el apoyo mecánico reducido al mínimo, la excursión a Elbrús desde el norte es principalmente de campamento, con la ruta de la cumbre más larga y más difícil, que requiere un buen trabajo en equipo y/o acampada invernal, ya que si el clima es favorable, se trata de un campamento provisional a 4800 m o ganando 2000 m verticales. El ascenso del Elbrús por la ruta septentrional ofrece una experiencia rica en hielo y nieve en condiciones climáticas impredecibles.

## En la cultura popular
El monte Elbrús se utiliza como telón de fondo para un episodio de Koubatsou y los juegos del siglo, Volumen 2 de Mistscreens (serie de fantasía para la juventud de Robert Belfiore). A horcajadas sobre su gárgola Macha, la joven guerrera Opheline intenta escapar de Guttur, una feroz gárgola responsable de eliminarlos.
El Elbrús ha sido representado por muchos artistas.

Representaciones artísticas del Elbrús
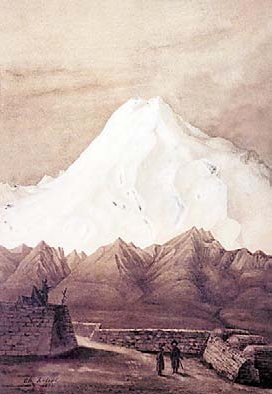
El Elbrús elevándose desde la ciudad de Piatigorsk, por la pintora francesa Charles-Marie Reboul (1815-1898).
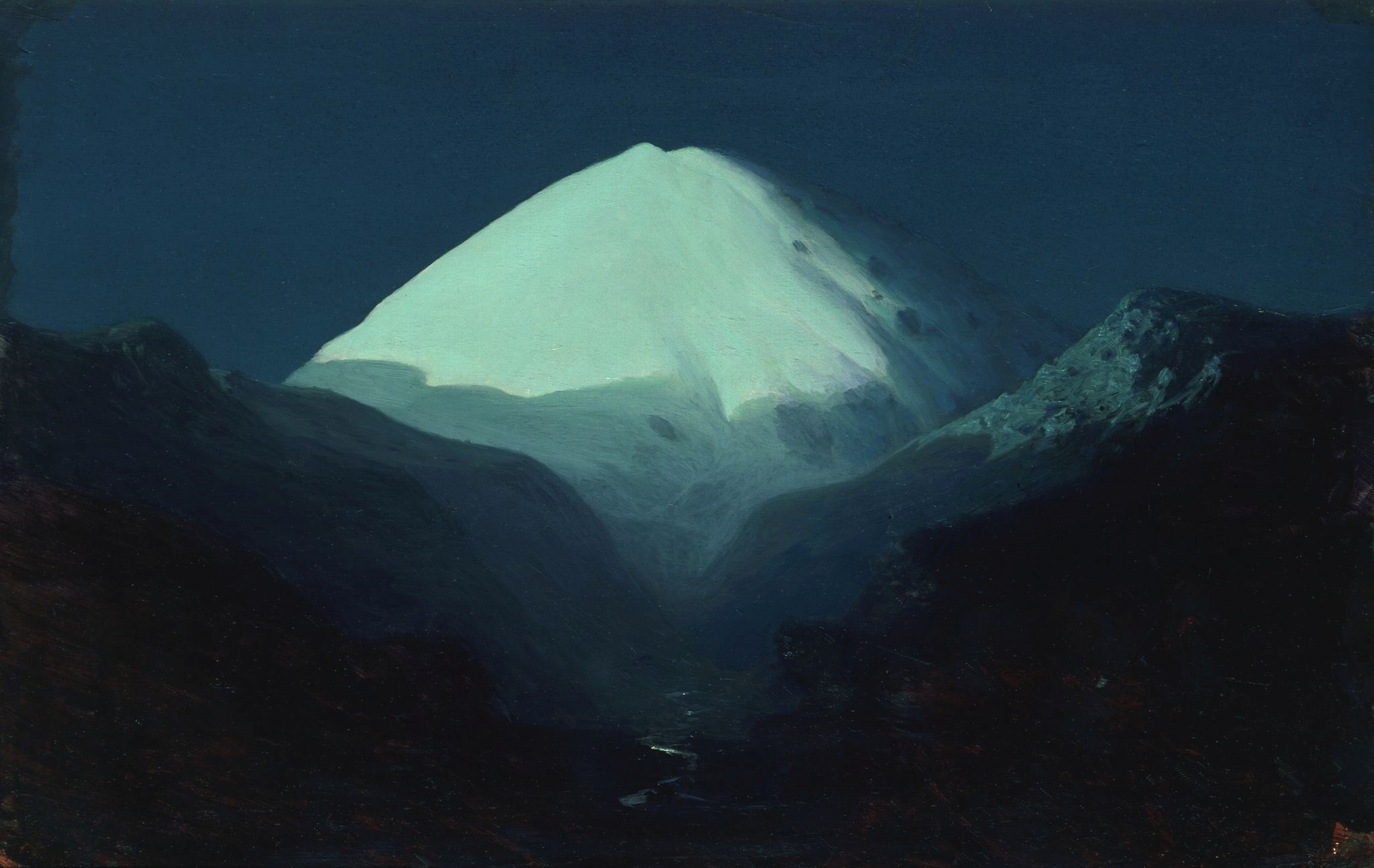
El Elbrús, por la pintora ucraniana Arkhip Kouïndji (1841-1910).
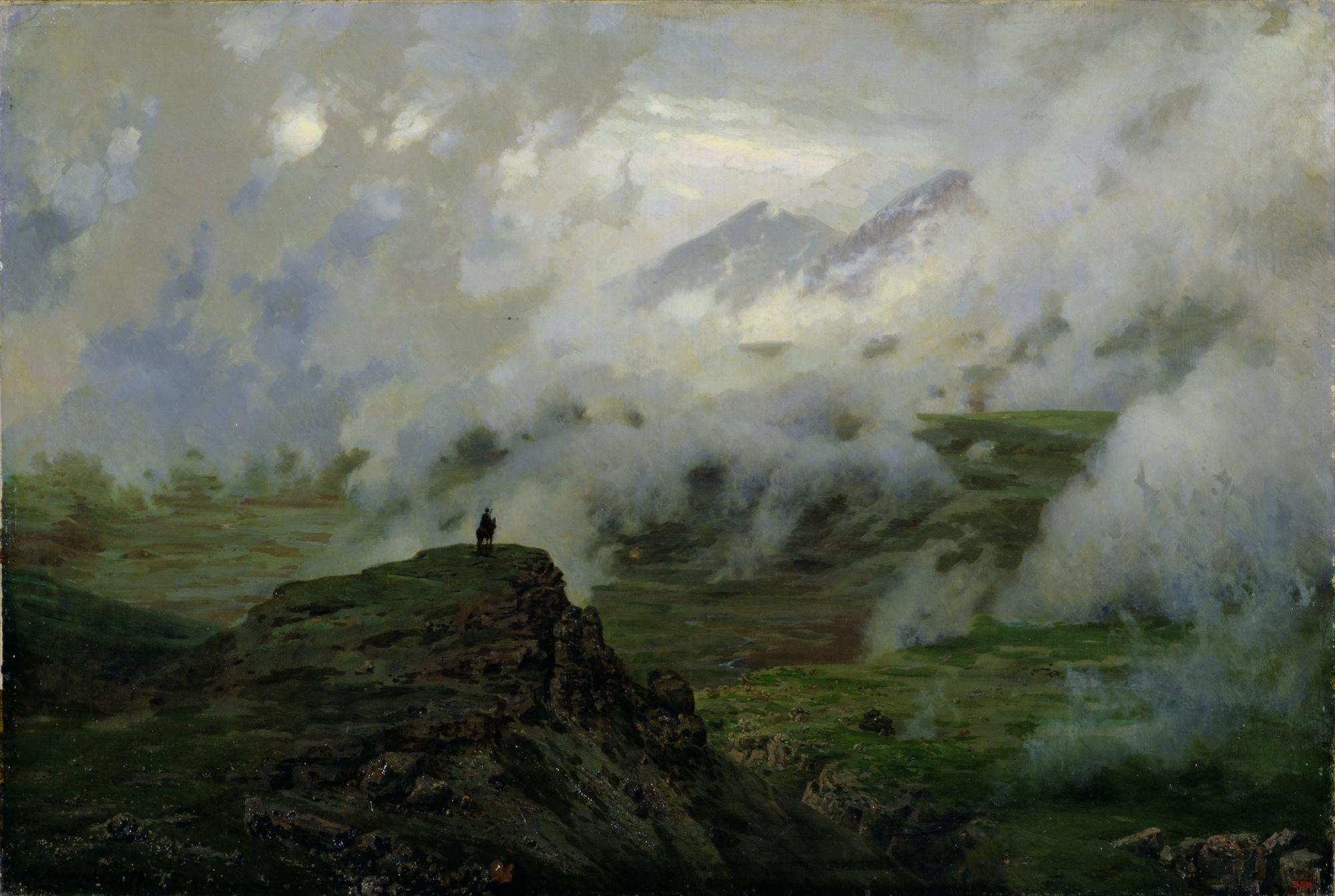
El monte, en un óleo del pintor ruso Nikolai Yaroshenko (1846-1898).
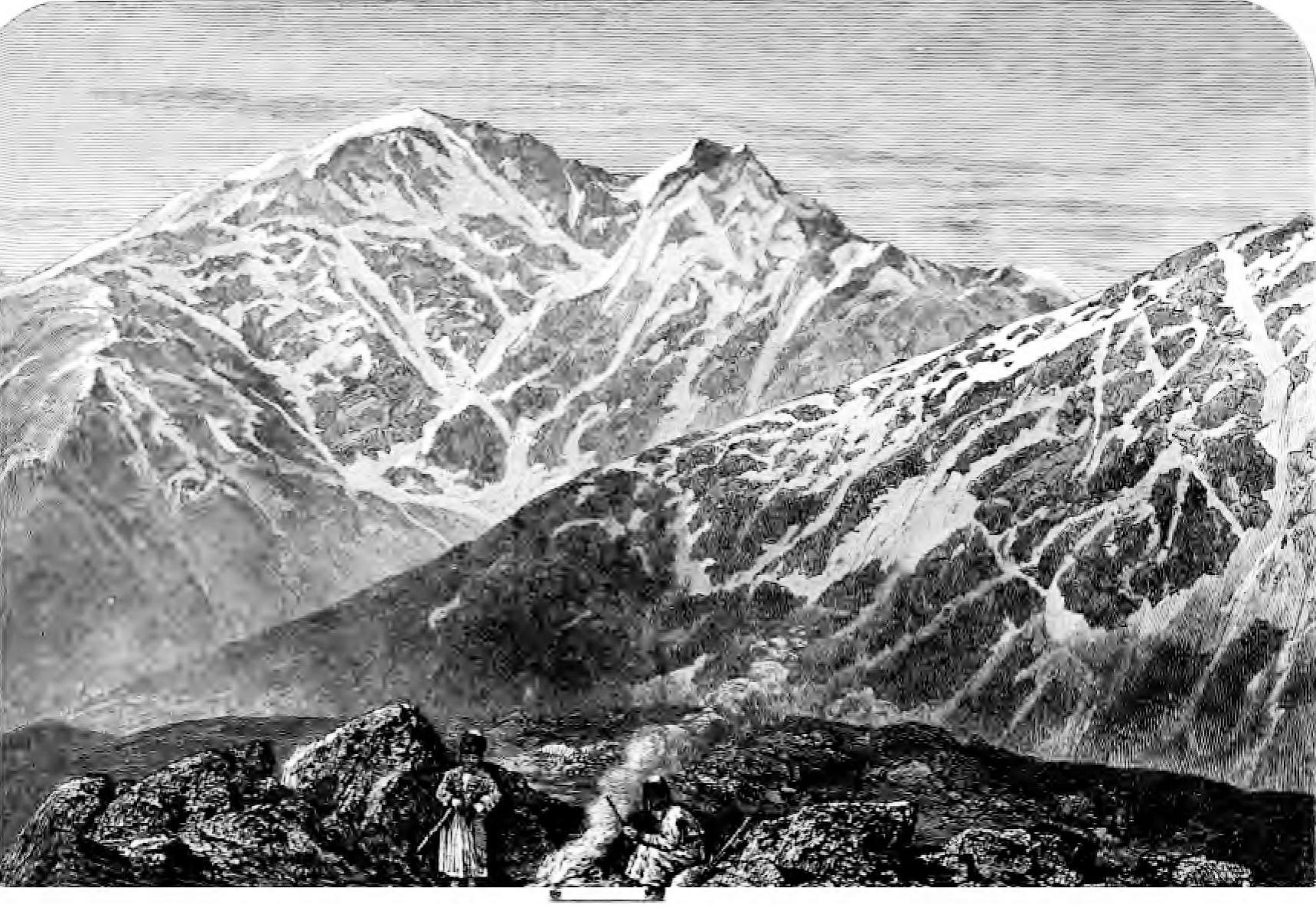
The frosty Caucasus (El Cáucaso helado), por Florence Craufurd (1875).
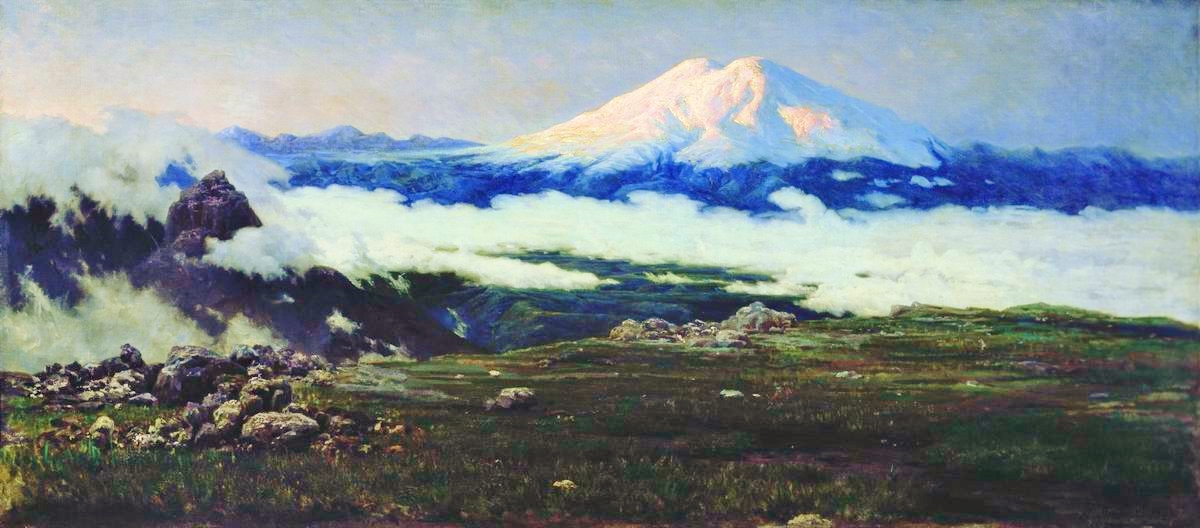
Šat-gora (Ėl'brus), por el pintor ruso Nikolai Yaroshenko (1884).